# وست بیوت (کالیفرنیا)
وست بیوت (به انگلیسی: West Butte) یک منطقهٔ مسکونی در ایالات متحده آمریکا است که در شهرستان کولوزا، کالیفرنیا واقع شده‌است. وست بیوت ۲۶ متر بالاتر از سطح دریا واقع شده‌است.